# کارگ (چین)
کارگ (به لاتین: Karrêg) یک شهرک در جمهوری خلق چین است که در Nagarzê County واقع شده‌است. کارگ
- نفر جمعیت دارد.